# Crosita
Crosita é um gênero de artrópode pertencente à família Chrysomelidae.

## Espécies
- Crosita bogutensis Lopatin, 1996
- Crosita brancuccii Daccordi, 1982
- Crosita salviae Germar, 1824